# Cuqueron
Cuqueron es una población y comuna francesa, en la región de Aquitania, departamento de Pirineos Atlánticos, en el distrito de Oloron-Sainte-Marie y cantón de Monein.
Cuqueron fue mencionada por primera vez en el siglo XII con el nombre de Cucuror.

## Demografía
| 361 | 325 | 349 | 356 | 356 | 364 | 313 | 303 | 314 | 310 | 278 | 261 | 261 | 258 | 257 | 263 | 275 | 274 | 287 | 274 | 242 | 220 | 220 | 221 | 198 | 180 | 167 | 157 | 141 | 174 | 194 | 225 | 190 |
| Para los censos de 1962 a 1999 la población legal corresponde a la población sin duplicidades (Fuente: INSEE [Consultar]) |     |     |     |     |     |     |     |     |     |     |     |     |     |     |     |     |     |     |     |     |     |     |     |     |     |     |     |     |     |     |     |     |

## Economía
La principal actividad es la agrícola (ganadería y cultivo del maíz).